# Soltera y madre en la vida
Soltera y madre en la vida és una pel·lícula de comèdia espanyola del 1969 dirigida per Javier Aguirre Fernández amb un guió de José Luis Dibildos i Antonio Mingote i protagonitzada per Lina Morgan i Alfredo Landa sobre les relacions prematrimonials i l'embaràs fora del matrimoni.

## Argument
Julita treballa en una fàbrica i manté relacions prematrimonials amb Paco, un mecànic de cotxes. Un dia descobreix que està embarassada. D'una banda, Paco no es considera responsable, seguint les idees d'un biòleg francès que li explica Rufi, un amic podòleg. D'altre el seu pare Don Ramiro, vigilant de seguretat i considerat força liberal, de cop i volta es torna ultra conservador i la fa fora de casa quan ho descobreix. Per sobreviure, Julita va viure amb les seves amigues Romy i Anouska i treballa a una discoteca, que és freqüentada per Paco i els seus amics. Gràcies a la intervenció de la seva amiga Paloma, finalment Don Ramiro perdona a Julita, i mentrestant intenta aparellar-la amb Isacio. Però quan descobreix que Paco és el pare de la criatura va a buscar-lo amb una escopeta, de manera que Paco acaba ajudant-la durant l'embaràs. Això els torna a unir i finalment es cases. A la cerimònia està tant embarassada que el sacerdot ha d'escurçar la cerimònia per tal que no s'hi posi de part.

## Repartiment
- Lina Morgan	...	Julita
- Alfredo Landa	...	Paco
- Manolo Gómez Bur	...	Don Ramiro
- Laly Soldevila	...	Romy
- Soledad Miranda	...	Paloma
- José Sacristán	 ...	Mariano
- Gloria Cámara	...	Anouska
- Blaki	 ...	Rufi
- Venancio Muro...	Isacio
- Tomás Blanco 	...	Don Anselmo 'Patito'
- Francisco Piquer 	...	Metge
- María Isbert	 ...	Doña Nieves

## Comentari
La seva reposició al programa Cine de barrio de TVE el març de 2019 va provocar protestes al Defensor de l'Espectador per ser considerada una pel·lícula "masclista".

## Premis
Als Premis del Sindicat Nacional de l'Espectacle de 1969 Laly Soldevila va guanyar el premi al a millor actriu secundària.